# 노르트하임

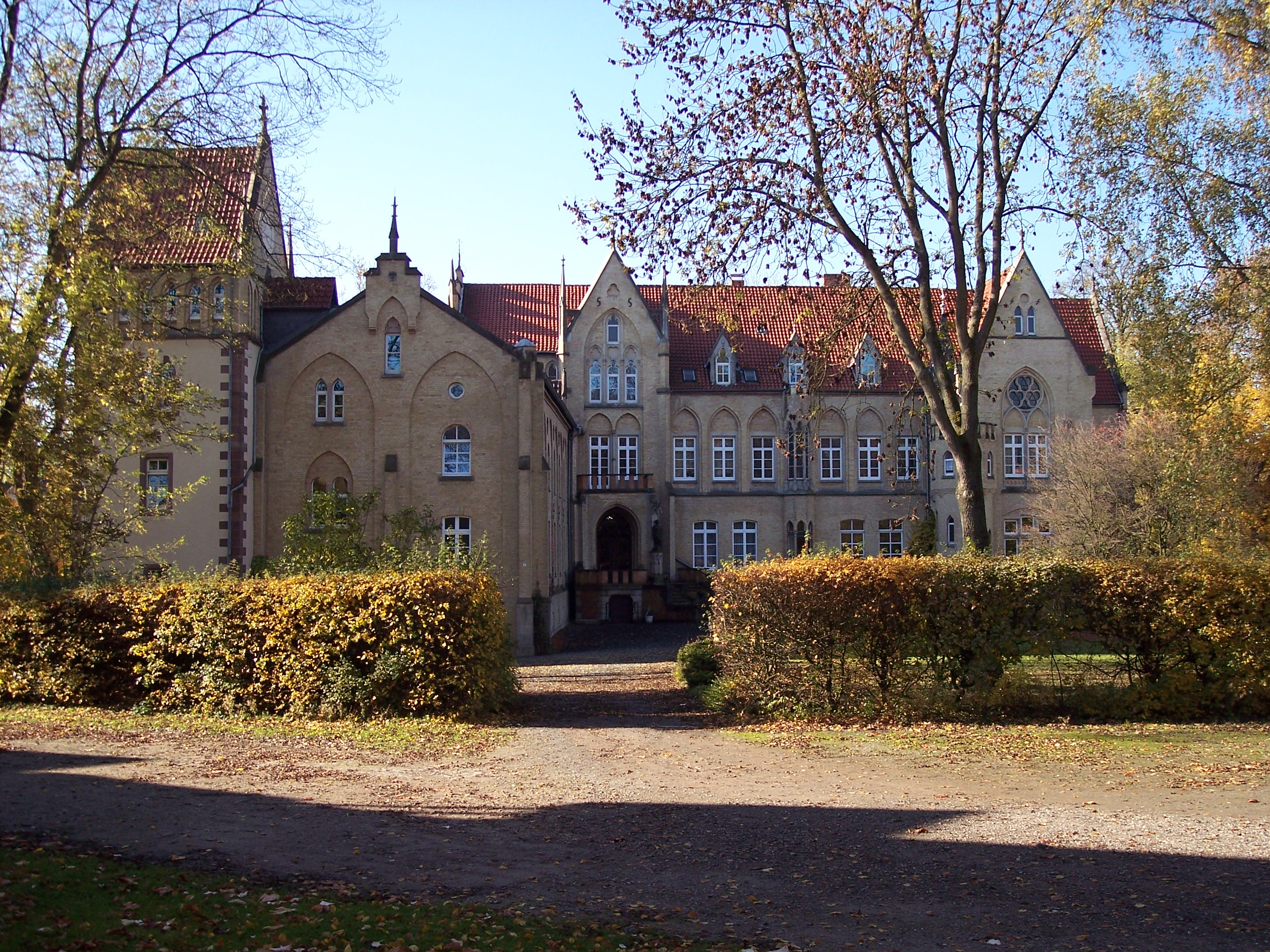
노르트하임 성

노르트하임(독일어: Northeim)은 독일 니더작센주에 위치한 도시로 면적은 145.67km2, 인구는 28,920명(2015년 12월 31일 기준), 인구 밀도는 200명/km2이다.
800년 문헌에 처음으로 등장했으며 1252년에 도시 지위를 부여받았다. 1384년부터 1554년까지는 한자 동맹에 가맹한 도시로 남아 있었다. 괴팅겐과 하노버를 연결하는 철도가 지나간다.

시 문장